# IAR-14
Pour les articles homonymes, voir IAR.
Le IAR-14 est un avion militaire de l'entre-deux-guerres conçu en Roumanie par IAR.  